# Ooid

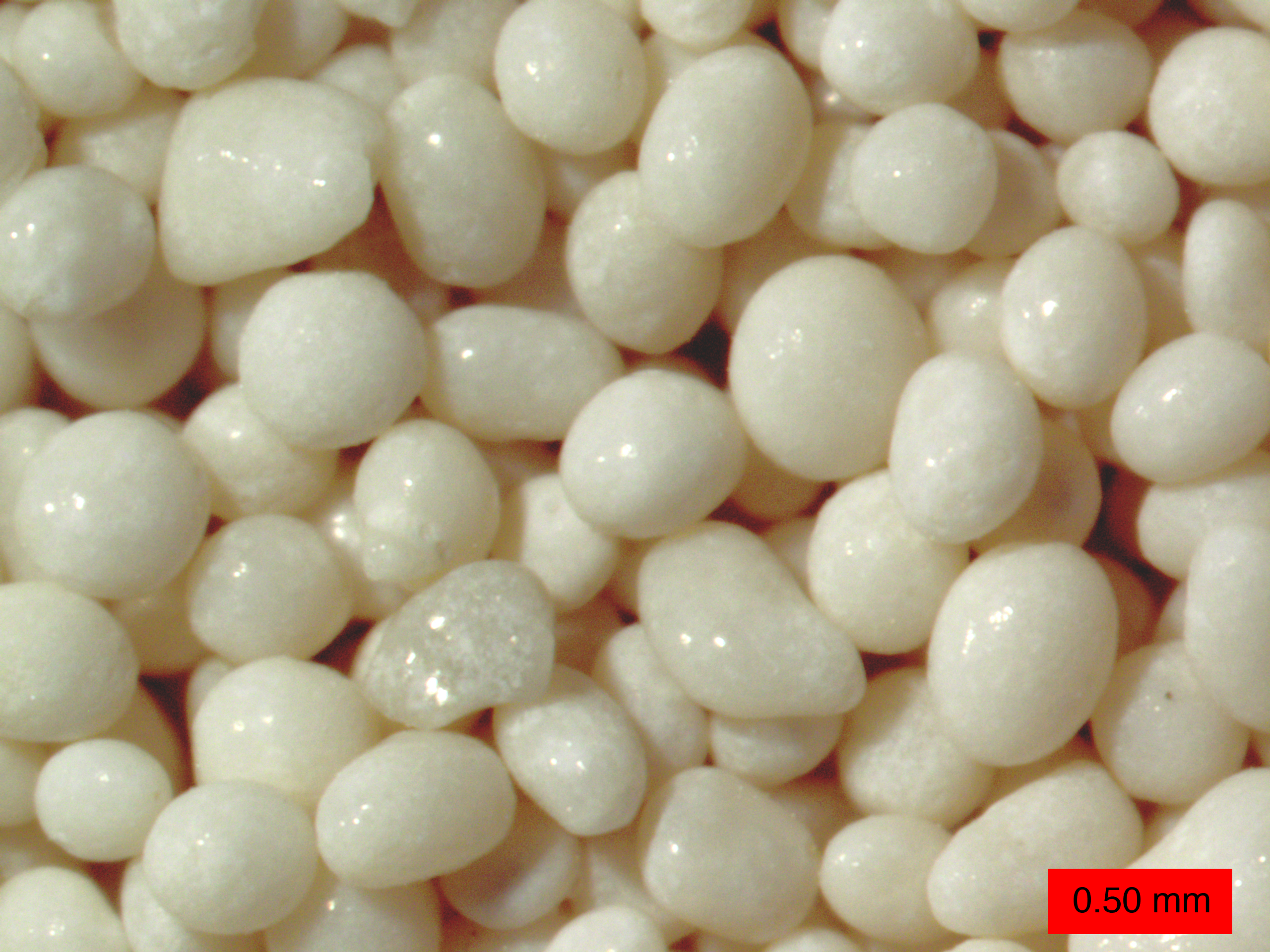
Ooid thời nay từ bãi biển Joulter's Cay, Bahamas.

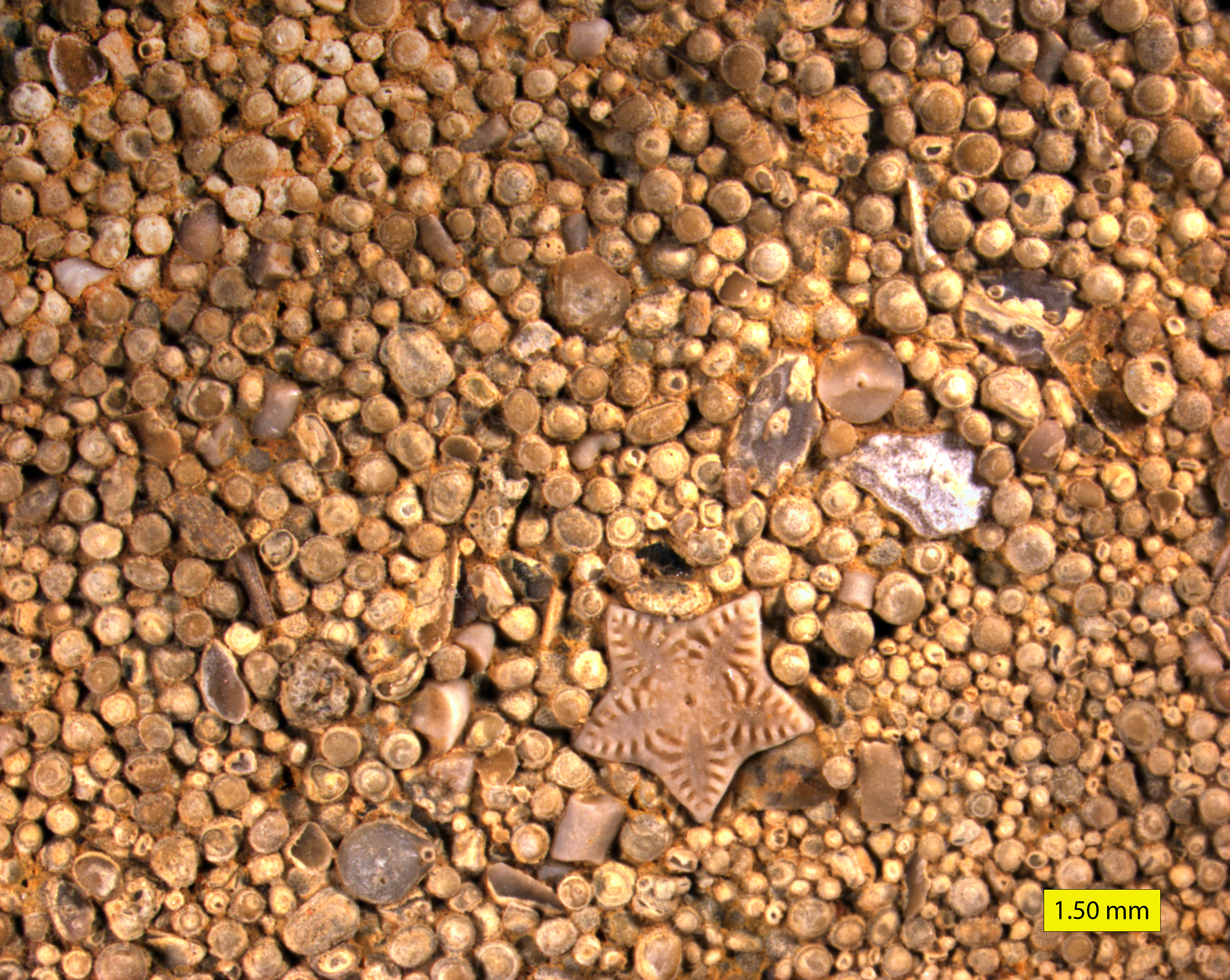
Ooid trên bề mặt của đá vôi; Thành hệ Carmel (Giữa kỷ Jura) miền nam Utah, Hoa Kỳ.

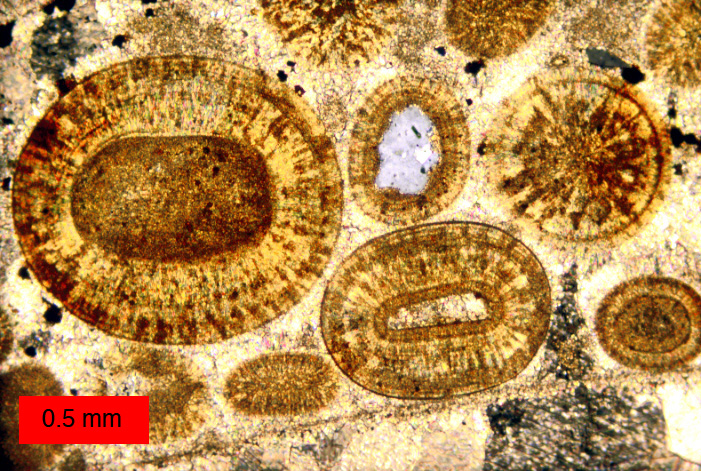
Một lát mỏng chứa ooid và calcit thành hệ Carmel, giữa Kỷ Jura, miền nam Utah, Hoa Kỳ.

Ooid là các hạt trầm tích nhỏ (đường kính ≤2 mm) hình phỏng cầu, được "che phủ" (tạo lớp), thường bao gồm calci cacbonat, nhưng đôi khi được tạo ra từ khoáng vật gốc sắt hoặc phosphat. Ooid thường hình thành ở đáy biển, phổ biến nhất ở vùng biển nhiệt đới (xung quanh Bahamas hoặc ở Vịnh Ba Tư). Sau khi bị chôn vùi dưới trầm tích bổ sung, những hạt ooid có thể gắn kết với nhau tạo thành một loại đá trầm tích gọi là oolit. Oolit thường chứa calci cacbonat; là một phân ngành của đá vôi. Pisoid khá giống ooid, nhưng đường kính lớn hơn 2 mm, thường lớn hơn đáng kể, như pisoid ở suối nước nóng Carlsbad (Karlovy Vary) ở cộng hòa Séc.

## Hình thành
Một ooid hình thành như là một chuỗi các vòng đồng tâm xung quanh một hạt nhân. Các lớp chứa tinh thể được sắp xếp xuyên tâm, tiếp tuyến hay một cách ngẫu nhiên. Hạt nhân có thể là một mảnh vỏ vỡ, hạt thạch anh hoặc bất kỳ mảnh vỡ nhỏ nào khác. Các ooid gần đây nhất là aragonit, một đa hình của calci cacbonat, một số chứa calcit giàu magiê và một số chứa hai khoáng chất(calcit và aragonit). Ooid cổ có thể là dạng calcit, hoặc là nguyên được kết tủa như calcit (như ở các biển calcit), hoặc được hình thành từ sự biến đổi (thay thế hình thể mới) của các ooid dạng aragonit (hoặc các lớp aragonit trong các ooid hai khoáng vật). Các ooid khuôn (hoặc các khuôn sau đó được lấp đầy bởi chất kết dính calcit) xảy ra ở cả các loại đá trẻ và đá cổ, cho thấy sự loại bỏ của một đa hình có thể hòa tan (thường là aragonit).

## Biến đổi
Cho dù ooid loại calcit hay aragonit đều có thể được thay thế cấu trúc tinh thể bằng stronti/calci. Điều này đã được chứng minh qua một số ví dụ là do nhiệt độ dao động trong môi trường biển, làm ảnh hưởng đến độ mặn, tạo điều kiện cho sự thay thế. Biển các hóa thạch ooid thường được hình thành trong khoảng thời gian biển calcit, đặc biệt là trong kỷ Ordovic và kỷ Jura. Đặc điểm địa hoá của vùng biển này là tách giãn đáy đại dương và sự dao động tỷ lệ Mg/Ca. Tỉ lệ Mg/Ca thấp thích hợp cho việc kết tủa calcit chứa ít magnesi.

## Chế độ phát triển
Ooid với các tinh thể xuyên tâm (như ooid aragonit ở Hồ Muối Lớn, Utah, Mỹ) phát triển bởi sự mở rộng lưới tinh thể ion. Chế độ của sự phát triển của ooid với tinh thể tiếp tuyến ít rõ ràng hơn. Chúng có thể được tích lũy trong một tinh thể nhỏ như "bông tuyết" trong trầm tích hay dưới nước, hay chúng có thể kết tinh tại chỗ trên bề mặt ooid. Một giả thuyết của sự phát triển là do bồi đắp (giống như một quả cầu tuyết) từ trầm tích chứa aragonit mịn, calcit giàu magnesi và calcit nghèo magnesi, giải thích vì sao aragonit có hình chiếc kim xuất hiện trên vỏ calcit. Cả ooid xuyên tâm và tiếp tuyến, trên vỏ đều có sự phát triển của các mảnh rất nhỏ và mịn. Một số ooid mất một phần hoặc hoàn toàn các lớp tròn và thay vào đó là micrit. Việc kiểm tra ooid chứa micrit bằng cách quét kính hiển vi điện tử thường cho thấy bằng chứng các lỗ khoan do vi sinh vật sau đó được lấp đầy bởi chất kết dính mịn.

## Yếu tố tăng trưởng
Có một vài yếu tố ảnh hưởng đến sự tăng trưởng của ooid: liên hệ giữa sự bão hoà của nước và calci cacbonat, sự xuất hiện của hạt nhân, sự khuấy động của ooid, độ sâu, và vai trò của các vi sinh vật.